# Hayato Okanaka
Hayato Okanaka (født 26. september 1968) er en tidligere japansk fodboldspiller.
Han har spillet for flere forskellige klubber i sin karriere, herunder Gamba Osaka og Oita Trinita.